# Жозе Валіффер Піреш Коррейа Ліма
Жозе Валіффер Піреш Коррейа Ліма або просто Валіффер (порт.-браз. José Waliffer Pires Correia Lima / Waliffer; нар. 8 січня 2006, Бразилія) — бразильський футболіст, нападник житомирського «Полісся».

## Життєпис
Вихованець «Баїї», за юнацьку та молодіжну команду якої виступав з 2021 по 2024 рік. За дорослу команду вище вказаного клубу дебютував 18 січня 2024 року в програному (0:1) домашньому поєдинку 1-го туру Ліги Баїяно проти «Жекіє». Валіффер вийшов на поле на 72-й хвилині замість Евертона Мораєша. У січні 2024 року провів 2 поєдинки в чемпіонаті штату Баїя, а в березні 2024 року — виходив на поле в 1-му матчі Кубку Нордесте.
На початку березня 2025 року перейшов у «Полісся», але доразу ж був переведений до резервної команди. У футболці «Полісся-2» дебютував 11 квітня 2025 року в переможному (3:0) домашньому поєдинку 13-го туру групи А Другої ліги України проти «Вільхівців». Валіффер вийшов на поле в стартовому складі, а на 46-й хвилині його замінив Артем Грохольський.